# Sudetendeutsches Freikorps
Los Cuerpos Libres Alemanes de los Sudetes (en alemán: Sudetendeutsches Freikorps, también conocidos como Freikorps Sudetenland, Freikorps Henlein y Sudetendeutsche Legion) fue una organización paramilitar de corte nacionalsocialista fundada el 17 de septiembre de 1938 en Alemania por orden directa de Adolf Hitler. La organización estaba compuesta principalmente por ciudadanos de etnia alemana de Checoslovaquia con simpatías pronazis que estaban protegidos, entrenados y equipados por el ejército alemán y que estaban realizando operaciones terroristas transfronterizas en territorio checoslovaco entre 1938 y 1939. Desempeñaron un papel importante en la estrategia de Hitler de ocupar Checoslovaquia y anexar la región conocida como Sudetes al Tercer Reich.
Los Sudetendeutsches Freikorps fueron sucesores de hecho del Freiwilliger Schutzdienst, también conocido como Ordnersgruppe, una organización que había sido establecida por el Partido Alemán de los Sudetes en Checoslovaquia extraoficialmente en 1933 y oficialmente el 17 de mayo de 1938, siguiendo el ejemplo de las Sturmabteilung, el ala paramilitar original de la Partido Nazi en Alemania. Registrado oficialmente como organización promotora, el Freiwilliger Schutzdienst fue disuelto el 16 de septiembre de 1938 por las autoridades checoslovacas debido a su implicación en muchas actividades delictivas y terroristas. Muchos de sus miembros y líderes, en busca y captura por las autoridades checoslovacas, se habían trasladado a Alemania, donde se convirtieron en el germen de los Sudetendeutsches Freikorps, realizando las primeras incursiones transfronterizas de Freikorps en Checoslovaquia solo unas horas después de su establecimiento oficial. Debido a la comunicación fluida entre las dos organizaciones, la membresía similar, el patrocinio de la Alemania nazi y la aplicación de la misma táctica de incursiones transfronterizas, algunos autores a menudo no distinguen particularmente entre las acciones del Ordners (es decir, hasta el 16 de septiembre de 1938) y los Freikorps (es decir, desde el 17 de septiembre de 1938).
Basándose en la Convención para la Definición de Agresión, el presidente checoslovaco Edvard Beneš y el gobierno en el exilio consideraron más tarde el 17 de septiembre de 1938, el día de la fundación de los Sudetendeutsches Freikorps y el comienzo de sus incursiones transfronterizas, como el comienzo de la guerra germano-checoslovaca no declarada. Este entendimiento ha sido asumido también por el Tribunal Constitucional checo contemporáneo. Mientras tanto, la Alemania nazi declaró formalmente que los capturados checos serían considerados prisioneros de guerra a partir del 23 de septiembre.

## Antecedentes

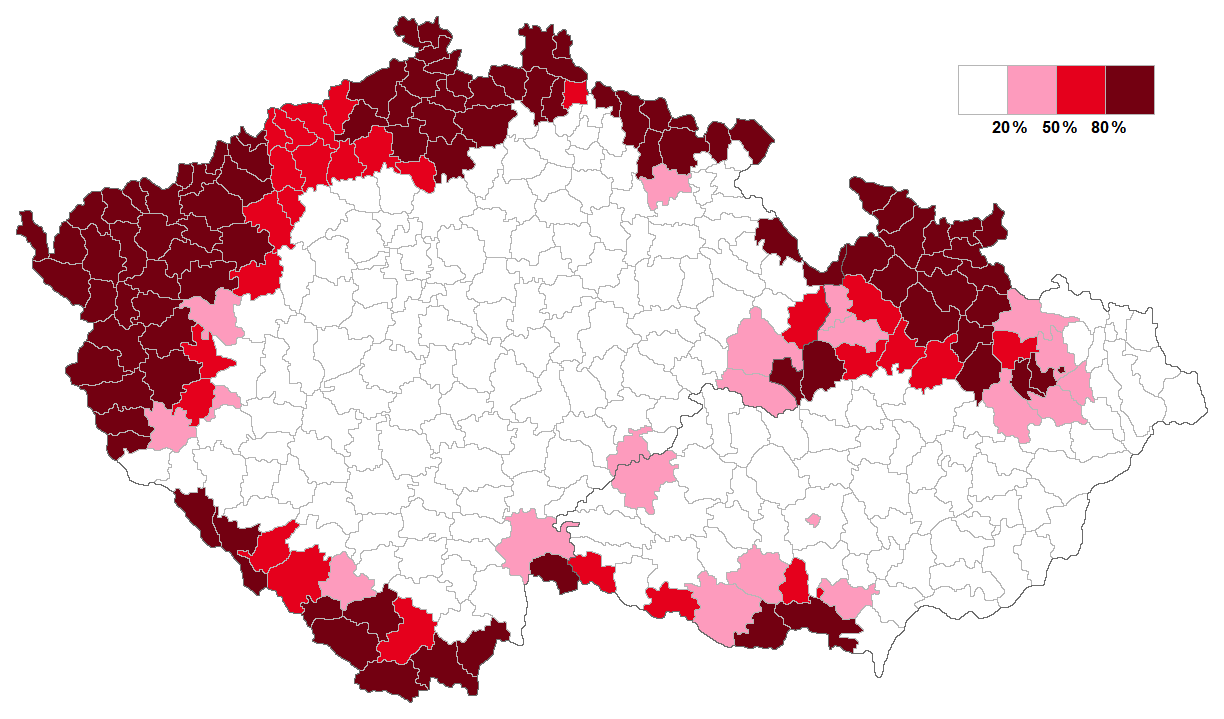
Distritos checos en 1934 con una población de etnia alemana del 20% o más (rosa), 50% o más (rojo) y 80% o más (rojo oscuro).

Desde 1918 hasta 1938, después de la desintegración del Imperio austrohúngaro, más de 3 millones de personas de etnia alemana vivían en la parte checa del recién creado estado de Checoslovaquia.
En 1933, cuando Adolf Hitler asumió el poder en Alemania, el líder pronazi alemán de los Sudetes, Konrad Henlein, fundó el Partido Alemán de los Sudetes (SdP), que sirvió como la rama del Partido Nazi para los Sudetes. En 1935, el SdP era el segundo partido político más grande de Checoslovaquia. Poco después del Anschluss, Henlein se reunió con Hitler en Berlín el 28 de marzo de 1938, donde recibió instrucciones de plantear demandas inaceptables al gobierno checoslovaco dirigido por el presidente Edvard Beneš. El 24 de abril, el SdP emitió una serie de demandas al gobierno de Checoslovaquia, conocidas como Programa Carlsbad. Entre las demandas, Henlein exigió la autonomía de los alemanes que vivían en Checoslovaquia. El gobierno checoslovaco respondió diciendo que estaba dispuesto a otorgar más derechos a la minoría alemana, pero se negó a otorgarles la autonomía.
En junio de 1938, el partido tenía más de 1,3 millones de miembros, es decir, el 40,6% de ciudadanos de etnia alemana de Checoslovaquia (40% de mujeres). Durante las últimas elecciones democráticas libres antes de la ocupación alemana de Checoslovaquia, las elecciones comunales de mayo de 1938, el partido obtuvo el 88% de los votos de etnia alemana, asumiendo el control de la mayoría de las autoridades municipales en la frontera checa. La membresía masiva del país lo convirtió en uno de los partidos fascistas más grandes de Europa en ese momento.
La primera gran crisis tuvo lugar en mayo de 1938 tras una movilización parcial del ejército checoslovaco. Las actividades de los alemanes étnicos en el área provocaron una gran huida de civiles de etnia checa y especialmente de judíos. Las crecientes amenazas de Hitler de atacar Checoslovaquia llevaron a la movilización total el 22 de septiembre de 1938. Muchos alemanes étnicos se negaron a seguir la orden de movilización del ejército checoslovaco y cruzaron la frontera con Alemania y se unieron a los Freikorps, continuando con las incursiones transfronterizas desde allí, o establecieron los Grün Freikorps, unidades que operaban desde los bosques checoslovacos, recibían armas y equipos desde Alemania y continuaban incursiones contra las autoridades checoslovacas, los judíos y los checos, hasta la ocupación alemana de las zonas fronterizas checoslovacas tras los acuerdos de Múnich.

## ElOrdnersgruppe y el Freiwilliger Schutzdienst

### Formación de la organización
Inmediatamente después de establecer el Sudetendeutsche Heimatfront (más tarde Partido Alemán de los Sudetes, SdP) en 1933, el partido comenzó a formar su Ordnungsdienst (Servicio del Orden, en el que sus miembros eran llamados Ordners) que se suponía que preservaría el orden durante las reuniones y asambleas del partido y lo protegería contra sus adversarios políticos. Sin embargo, estos fueron desde el principio escuadrones de ataque con misiones potencialmente terroristas, siguiendo el ejemplo de las Sturmabteilung (también conocido como Camisas pardas o Secciones de asalto), el ala paramilitar original del Partido Nazi. La formación más primeriza del ala paramilitar comenzó antes de las elecciones de 1935, cuando la dirección del SdP decidió que cada organización local del SdP debería establecer su propio escuadrón de Ordners.
El 14 de mayo de 1938, el Ordnersgruppe se transformó formalmente en una nueva organización oficial llamada Freiwilliger Schutzdienst (FS), que se formó abiertamente siguiendo el ejemplo de las Sturmabteilung. El jefe de SdP, Konrad Henlein, era el Führer del Schutzdienst, Fritz Köllner se convirtió en su secretario y Willi Brandner en jefe de personal, también responsable de la formación de grupos de escuadrones. El 17 de mayo de 1938, fecha del registro oficial de la organización, el Schutzdienst tenía más de 15.000 miembros.
El Schutzdienst inició un amplio programa de reclutamiento en junio de 1938. Sus miembros se dividieron en tres categorías:
- Categoría A: Los miembros más confiables y físicamente capaces que debían cumplir con el deber de guardar la "pureza interior" del SdP. La Categoría A estaba compuesta por los llamados "Departamentos de Vigilancia" y estaba directamente subordinada al SdP. Aparte de las funciones dentro de la organización, sus miembros también recopilaban información sobre opositores políticos y realizaban espionaje militar.[16]
- Categoría B: Selección más amplia de miembros. Sus miembros fueron entrenados para actividades de propaganda y para realizar ataques terroristas y de sabotaje.[16]
- Categoría C: En su mayoría miembros veteranos del FS, principalmente exsoldados con experiencia en el frente de la Primera Guerra Mundial. Su tarea principal era brindar entrenamiento a los miembros de categoría B, además de ser la fuerza de reserva del FS.[16]

Los escuadrones del FS se estaban formando a nivel local, de distrito y regional y central. El FS creó además escuadrones especiales: de comunicación, médicos y de retaguardia. Los líderes de escuadrón del FS fueron entrenados directamente por las Sturmabteilung en Alemania.
El FS se convirtió en un instrumento para la guerra psicológica de la Fall Grün, pasando de contrabando armas a través de la "frontera verde" desde Alemania, provocando a las fuerzas armadas checoslovacas y creando incidentes en la frontera con Alemania.

### Golpe de Estado fallido

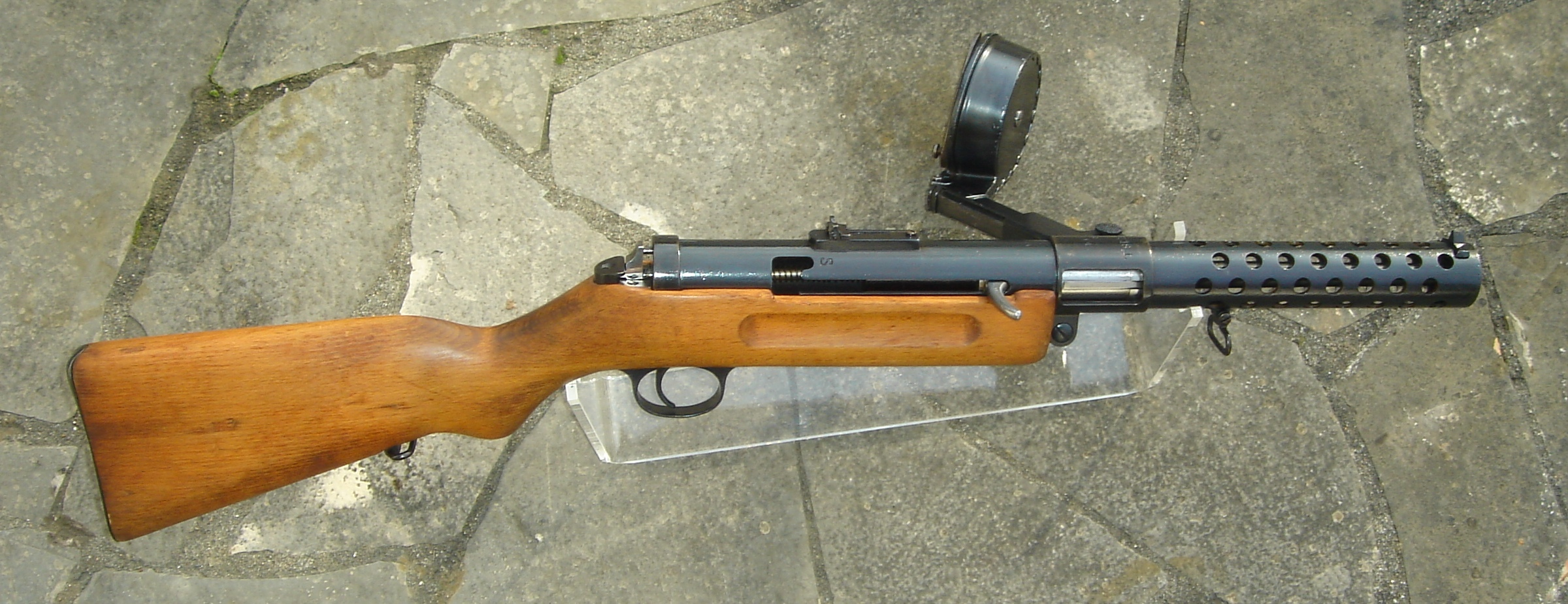
Bergman MP18. Los Ordners recibieron muchas de estas armas desde Alemania.

El Partido Nazi convocó su décimo congreso para el 5 y el 12 de septiembre de 1938 en Núremberg, donde se esperaba que Hitler dejara en claro sus futuros planes con respecto a Checoslovaquia. Los escuadrones del FS se mantuvieron en estado de alerta máxima, listos para ejecutar cualquier orden que pudiera venir de "más arriba". El 10 de septiembre de 1938, todas las sedes de distrito del FS recibieron órdenes de iniciar manifestaciones a gran escala, que se intensificaron e hirieron a varios miembros de las fuerzas del orden checoslovacas, así como a miembros del FS en numerosas ciudades al día siguiente. El Vicecomandante del FS, Karl Hermann Frank, estuvo en contacto directo con Hitler, recibiendo instrucciones para los días siguientes.
Inmediatamente después del muy esperado discurso final de Hitler el 12 de septiembre de 1938, en el que Hitler afirmó que defendería los intereses alemanes "bajo cualquier circunstancia" e "impediría la creación de una segunda Palestina en el corazón de Europa donde los pobres árabes estén indefensos y abandonados, mientras que los alemanes en Checoslovaquia no estén indefensos ni abandonados", el FS inició una violencia generalizada en toda la zona fronteriza. Solo en Cheb, la ciudad natal de K.H.Frank, un grupo de etnia alemana saqueó 38 tiendas checas y judías. Otros de los objetivos principales incluyeron edificios del Partido Socialdemócrata Alemán y las autoridades checoslovacas, incluidas escuelas. El FS llevó a cabo más de 70 ataques armados contra las autoridades checoslovacas y también agredió a distinguidos checos y antifascistas de etnia alemana. Mientras tanto, se ordenó a la policía checoslovaca que no interviniera para no alimentar aún más la propaganda de Hitler.
Cuando quedó claro que el SdP estaba tratando de expulsar a las autoridades checoslovacas de las ciudades fronterizas y reemplazarlas por un gobierno propio, y con un número creciente de muertos que incluía, entre otras cosas, el asesinato de cuatro oficiales de la Policía por el FS en Habartov, el gobierno checoslovaco respondió declarando la ley marcial en los 13 distritos más afectados y enviando al ejército. Los principales ataques a las fuerzas del orden y al ejército checoslovacos continuaron durante el 14 de septiembre de 1938, y el último tuvo lugar el 15 de septiembre en Bublava. En total, la violencia provocó 13 muertos y numerosos heridos entre el 12 y el 13 de septiembre y culminó con 23 muertos (13 miembros del personal de las autoridades checoslovacas, 10 de etnia alemana) y 75 heridos graves (de esos 14 de etnia alemana) el 14 de septiembre, sin embargo, el intento de golpe fue frustrado.
El 14 de septiembre de 1938, los líderes del SdP cruzaron la frontera hacia Selb, en Alemania, donde K.H. Frank exigió sin éxito la intervención militar inmediata de Hitler. La huida de los líderes tuvo un efecto desmoralizador en los miembros del FS, especialmente en aquellos que habían tomado parte en la violencia y ahora temían ser procesados penalmente. El 15 de septiembre de 1938, la radio alemana transmitió el discurso de Henlein, quien supuestamente hablaba en vivo desde Aš en Checoslovaquia. En ese momento, la huida del SdP a Alemania se había hecho de conocimiento público y, según el entonces embajador alemán en Praga, en lugar de estimular a los miembros del SdP a emprender nuevas acciones, provocó una grave ruptura en sus filas.
El 16 de septiembre de 1938, las autoridades checoslovacas prohibieron y disolvieron el SdP y el FS. Muchos de sus miembros, así como aquellos involucrados en la violencia previa, huyeron a Alemania, mientras que varios alcaldes de ciudades del SdP obligaron a los miembros del FS a mantener la calma y expresaron su apoyo a los comandantes de las estaciones de Policía situadas en sus pueblos.

Levantamiento Alemán de los Sudetes
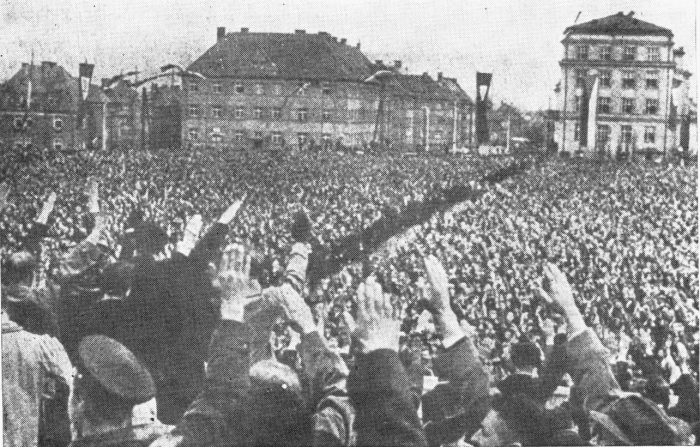
Asamblea del SdP el 1 de mayo de 1938 en Liberec.
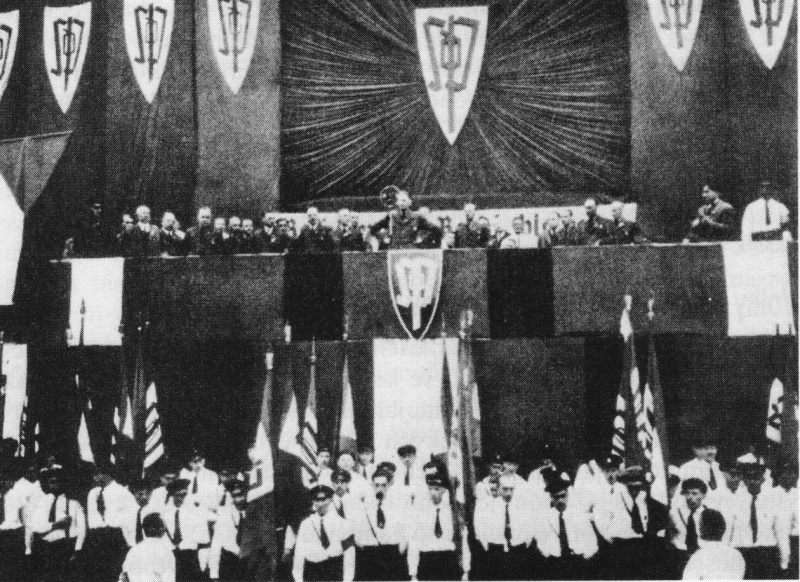
K.H.Frank dando un discurso durante un congreso del SdP en 1938.
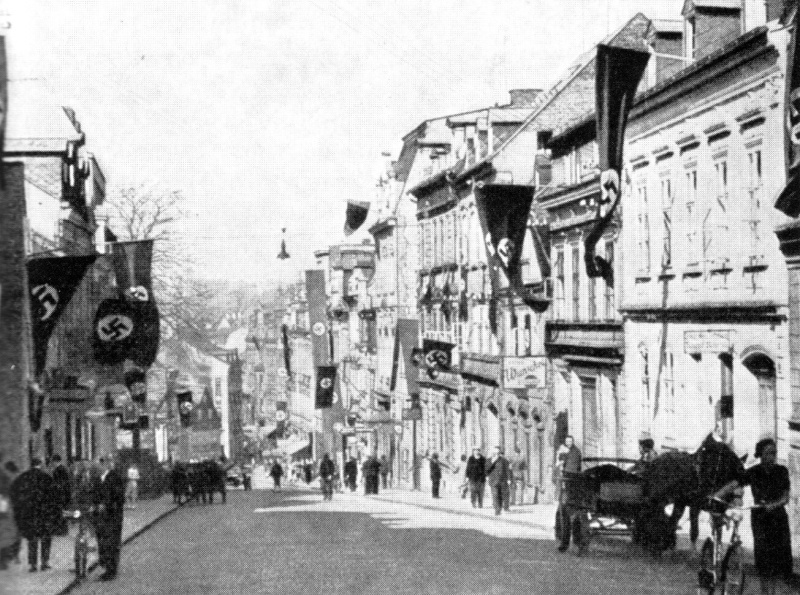
Calle principal de Aš, donde se reunió la dirección del SdP el 13 de septiembre de 1938 antes de huir a Alemania.
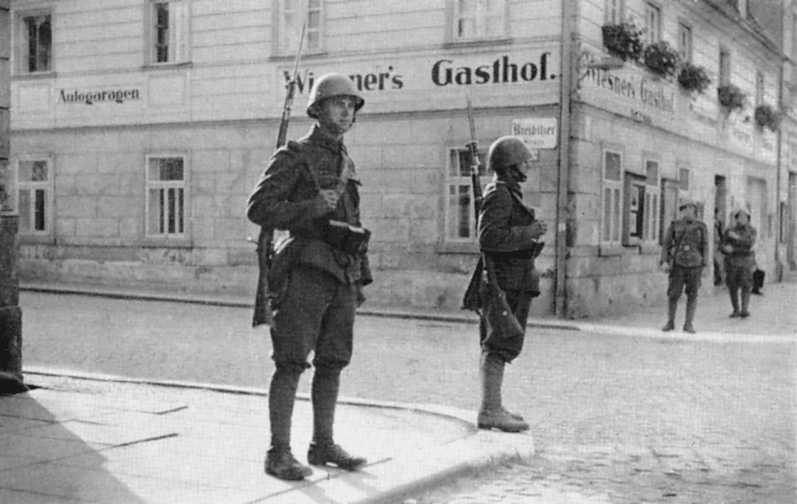
Soldados checoslovacos patrullando por Česká Lípa.

#### Enfrentamientos destacables
| Fecha                         | Lugar    | Resumen | Detalles |
| ----------------------------- | -------- | --- | --- |
| 11 - 14 de septiembre de 1938 | Cheb     | Grandes disturbios de hasta 4.000 miembros del SdP | Cheb, capital del distrito y bastión del SdP, ya se enfrenta a importantes disturbios el 11 de septiembre de 1938 cuando el SdP intenta interrumpir la reunión de la Asociación Automovilística Checoslovaca en el teatro de la ciudad, lo que provoca enfrentamientos con la policía que resultan en 17 policías heridos leves y 1 grave. El 12 de septiembre de 1938, inmediatamente después del final del discurso de Hitler en Núremberg, un grupo de hasta 4.000 miembros y simpatizantes del SdP se echa a las calles, saqueando 38 tiendas judías y checas y linchando a judíos y checos. En total, 70 miembros de la Policía y 30 agentes de la Policía Estatal intentaban restablecer el orden pero sin armas, ya que tenían órdenes de impedir el uso de armas de fuego además de la legítima defensa necesaria. El 13 de septiembre hay grupos de hasta 2.000 personas, pero ahora armadas con cuchillos, palos y piedras y también algunas armas de fuego. La turba trata de romper el cordón policial de la plaza principal. Se realizaron varios disparos en ambas direcciones, lo que provoca la muerte de un alemán, mientras que los oficiales de policía Lodr, Anděl y Čmelák resultan heridos. Después de eso, la multitud se dispersa. Posteriormente, durante el día, llegan refuerzos de 60 policías y una unidad del ejército que incluye también tanques y vehículos de combate de infantería, restableciendo completamente el orden en la ciudad. El 14 de septiembre, la policía se realiza un registro en un hotel local bajo sospecha de que se está utilizando para almacenar armas de fuego ilegales para los Ordners. Mientras la policía intenta abrir una brecha en la entrada, varias personas abren fuego desde las ventanas del hotel. El oficial de policía Jan Klenner resulta herido de muerte. El trabajador ferroviario Emmanuel Bláha que estaba cerca intenta primero ayudar a Klenner y luego devolver el fuego con el rifle del policía, pero también es asesinado a tiros. Otro civil, Václav Tejček, intenta ayudar a los dos, pero también es asesinado.Los disparos desde las ventanas del hotel alcanzan y matan también a tres civiles alemanes al azar en la calle. Después del anochecer, la policía usa granadas de mano y entra al edificio, que ya está casi vacío. La única persona capturada es liberada más tarde ya que no había evidencia que estuviera vinculado con los disparos; según su testimonio un grupo de unos 10 hombres armados en su mayoría con pistolas y dos ametralladoras fueron los responsables del tiroteo. |
| 13 de septiembre de 1938      | Habartov | El SdP local realiza una manifestación legal en las calles. Ordners armados se apoderan de la oficina de correos y más tarde también de la comisaría, matando a cuatro miembros de las fuerzas de seguridad checoslovacas. | Por la mañana, después del discurso de Hitler en Núremberg, el SdP local lleva a cabo una manifestación inicialmente legal en las calles después de convocar a otros 300 miembros del SdP de la cercana ciudad de Doupov para que se unan. Ordners armados toman la oficina de correos y capturan a sus trabajadores así como a un policía municipal. El grupo, muchos de sus miembros armados, rodean la estación de policía y exigen la rendición de los policías. Los asaltantes se abre paso por el edificio donde arrinconan dos policías. Los policías, con órdenes de no usar armas de fuego, se niegan a entregarse. Los alemanes intentan arrebatarles las armas de fuego. Al no conseguirlo, los alemanes abren fuego, matando al Sargento Mayor Jan Koukol. El resto de los policías devuelven el fuego, matando a dos atacantes e hiriendo a otro. La mayoría de los alemanes huyen de la estación. Los tres policías supervivientes, uno de ellos herido de bala en la mano y los otros dos heridos en la cara por fragmentos de vidrio, fortifican la estación mientras los alemanes toman posiciones en las casas alrededor de la estación (que está situada en una planta baja del edificio que se utiliza también como escuela primaria de lengua alemana) inician un bombardeo continuo de fuego contra las ventanas de la estación. Dos Orderns mueren y otros dos resultan gravemente heridos durante las dos primeras horas del tiroteo, lo que lleva a los alemanes a pedir más refuerzos contra los tres policías cuya línea telefónica ha sido cortada. Luego, los alemanes intentan inundar la estación con el uso de vehículos de bomberos, pero nuevamente son dispersados por los disparos de la policía. Entonces los alemanes toman a la esposa de uno de los policías, le ponen una soga en el cuello y la envían semidesnuda frente a la estación mientras sostienen el otro extremo de la soga, exigiendo la entrega inmediata bajo la amenaza de matarla. Los policías se rinden. El agente Matěj Příbek es golpeado y encerrado en una casa cercana. El agente Jan Paulus es golpeado hasta dejarlo sin sentido y luego dos veces más después de recuperar el conocimiento. El agente Antonín Křepela intenta huir, es disparado y resulta herido. Tirado en el suelo, los alemanes lo golpearon hasta matarlo con garrotes y picos. Habiendo perdido todo contacto, el cuartel general de la policía del condado envía un autobús con 15 policías a Habartov a la 1 p. m.. Inmediatamente después de detenerse en la plaza del pueblo frente a la estación de policía, los policías son tiroteados por alemanes escondidos en las ventanas de las casas que dan a la plaza. El cabo Stanislav Roubal recibe un disparo en la cabeza y muere, el agente Vavřinec Hyka recibe un disparo en la cabeza y resulta herido. Los policías intentan ingresar a la estación, que sin embargo también está ocupada por Ordners que abren fuego. Los policías se apresuran hacia una casa cercana mientras el sargento Vladimír Černý recibe un disparo en el pecho y muere. Once policías consiguen entrar en una casa frente a la comisaría y desde la que empiezan a disparar contra los Ordners. A las 2 de la tarde, llegan más refuerzos policiales y la mayoría de los Ordner huyen hacia la frontera con Alemania. Siete de ellos son capturados y arrestados, sin embargo, debido a los acontecimientos de las siguientes semanas, escapan a la justicia. Los procedimientos judiciales continúan solo después de la Segunda Guerra Mundial, lo que lleva a que 10 de ellos reciban la pena de muerte, seis de las cuales se llevan a cabo. |
| 13 de septiembre de 1938      | Stříbrná | Frustrado intento del SdP de apoderarse de la comisaría. | Alemanes se reúnen frente a la estación de policía, los líderes locales del SdP exigen la rendición inmediata de todas las fuerzas de seguridad. El jefe de estación, el Sargento Mayor František Novák, deja claro que la policía responderá a cualquier violencia con fuerza letal, la multitud se dispersa. |
| 13 de septiembre de 1938      | Bublava  | Un grupo de alemanes junto con miembros armados del SdP se apodera de la ciudad, mata a tres miembros de las fuerzas de seguridad checoslovacas y se lleva a 45 prisioneros a Alemania.                                    | En la mañana después del discurso de Hitler en Núremberg, un alemán étnico antinazi informa a la policía checoslovaca que una gran multitud se estaba reuniendo en Alemania con el objetivo de entrar por la fuerza en la ciudad que se encontraba directamente en la frontera. Al mediodía, una gran multitud avanza hacia la aduana checoslovaca, parte de la cual se utiliza para fines oficiales y parte incluye pisos donde viven las familias de los funcionarios de aduanas. Mientras tanto, los Ordners cortan la línea telefónica que conduce a la aduana. Siete oficiales de aduanas en el interior tienen órdenes estrictas que les impiden disparar en dirección a la frontera alemana y deciden simplemente cerrar las puertas y esperar. Los miembros del SdP rompen las puertas y la multitud asalta la aduana. Los funcionarios de aduanas deciden entregar sus armas de fuego mientras los alemanes saquean las oficinas y las casas. Aproximadamente a la 1 p. m., la multitud avanza en dirección al centro de la ciudad y la estación de policía, que se encuentra a aproximadamente 1 km de la aduana. Después de un breve enfrentamiento, llegan dos autobuses que transportan refuerzos con 14 policías y varios soldados. Mientras la situación alrededor de la estación de policía se calma, llega un autobús con tres policías a la aduana. Mientras intentan negociar la liberación de los funcionarios de aduanas y sus familiares, los policías son emboscados por alemanes que disparan desde detrás de una barrera de hormigón en la frontera. El agente Josef Falber recibe un disparo en el estómago y muere desangrado. El agente Bohuslav Kazda recibe un disparo en la cabeza cerca de la oreja y pierde el conocimiento. El superintendente Nový devuelve el fuego y sufre una herida de bala en la mano y la pierna. Mientras está en el suelo, la multitud lo ataca. Los aduaneros alemanes cruzan la frontera y evitan que Nový sea asesinado a golpes. Después de escuchar disparos, tres policías y cuatro funcionarios de aduanas (cuyas familias son rehenes) conducen un segundo autobús hacia la aduana. Al ser emboscados, desmontan a unos 100 metros del objetivo. El Sargento Mayor Hrádek, jefe de la estación de policía que lidera el grupo, recibe un disparo en la pierna. Superados en número y con órdenes que les impiden devolver el fuego, cargan a Nový y Kazda y regresan a la estación de policía. Los Ordners envían negociadores a la comisaría. Los alemanes acuerdan liberar a los funcionarios de aduanas y sus esposas e hijos. Los miembros de la familia son enviados hacia el interior de Checoslovaquia y los oficiales de aduanas liberados refuerzan la estación de policía. Los Ordners cortan la línea telefónica de la comisaría y empiezan a construir barricadas alrededor de la comisaría. El jefe de policía quema todos los archivos secretos, poco después, la multitud irrumpe a través de las puertas y los 45 miembros de las fuerzas de seguridad checoslovacas se rinden sin disparar. En total, 45 miembros de las fuerzas de seguridad checoslovacas son llevados a Alemania, donde son encarcelados hasta mediados de octubre, cuando son devueltos a las autoridades checoslovacas. Después de manejar con éxito la situación en Stříbrná (ver en otra parte de esta tabla), se ordena al Sargento Mayor František Novák que envíe una patrulla a Bublava con la que el cuartel general regional ha perdido el contacto. El mismo Novák lidera el grupo SDG de dos policías, ocho oficiales de aduanas y dos civiles armados. Sin saberlo, todos los miembros de las fuerzas de seguridad en Bublava ya han sido capturados y enviados a Alemania. El grupo SDG llega a Bublava después del anochecer. Mientras avanza hacia la comisaría, el grupo se dirige a una emboscada bien preparada. Se desata un tiroteo. El superintendente Emil Martinů es herido por la explosión de una granada de mano. El agente Vojtěch Brčák recibe un disparo en el estómago y muere. El Sargento Mayor František Novák sufre múltiples heridas de bala y muere. El civil armado František Moucha resulta herido en la cabeza. El superintendente de aduanas Cheníček es herido en la cara. Los funcionarios de aduanas Hájek, Kovanda y Říšský también resultan heridos. Los miembros del SDG se dispersan, se reagrupan fuera de la ciudad y se retiran a Stříbrná. Al día siguiente, una unidad del ejército de unos 120 soldados con tres tanques ligeros LT-35 y dos vehículos blindados de combate toman posición en una colina que domina la ciudad. El SdP y los Orders cruzan la frontera hacia Alemania. El ejército no entra en la ciudad que permanece en tierra de nadie hasta la ocupación alemana. |

## LosFreikorps

### Formación
Checoslovaquia llevó a cabo una movilización parcial en mayo de 1938. Muchos jóvenes de etnia alemana no actaron la orden de movilización y desertaron a través de la frontera hacia Alemania. Miles más huyeron cuando recibieron órdenes de movilización después del 12 de septiembre de 1938. La Wehrmacht inició por primera vez un plan para incluir en sus propias filas a alemanes étnicos checoslovacos de 20 a 35 años de edad, que habían recibido previamente entrenamiento militar en el ejército checoslovaco. Sin embargo, esta idea se desechó tan pronto como Hitler ordenó la formación de los Sudetendeutsches Freikorps el 17 de septiembre de 1938. Konrad Henlein fue nombrado oficial al mando del Freikorp, y el oficial de enlace de la Wehrmacht, el Teniente Coronel Friedrich Köchling, se desempeñó anteriormente como oficial de enlace en las Hitlerjugend, siendo el comandante de facto del Freikorp. El propósito oficial de los Freikorps, como se indicó en un telegrama al Oberkommando der Wehrmacht, era la "protección de los alemanes de los Sudetes y el mantenimiento de más disturbios y enfrentamientos armados". La Wehrmacht recibió además instrucciones de ocultar su cooperación con los Freikorps debido a "razones políticas".
Las filas de los Freikorps se estaban llenando bastante rápido. Tenía entre 10.000 y 15.000 miembros el 20 de septiembre de 1938, 26.000 miembros el 22 de septiembre de 1938, con muchos más desertores después de la movilización general checoslovaca que tuvo lugar el 23 de septiembre de 1938 y llegando a 41.000 el 2 de octubre de 1938. Además de Konrad Henlein, su liderazgo estaba formado por K. H. Frank (Vicecomandante), Hans Blaschek (Segundo Vicecomandante), el hasta entonces senador del SdP, Anton Pfrogner (Jefe de Personal). La sede de los Freikorps estaba situada en un castillo cerca de Bayreuth, en Alemania. Los Freikorps se dividieron en 4 grupos a lo largo de toda la frontera germano-checoslovaca. Los grupos se dividieron a su vez en batallones y compañías. Dependiendo de la longitud de la frontera y las condiciones locales, a veces también había "escuadras" como una etapa intermedia entre el batallón y las compañías.
| Grupo                   | Reorganizado                           | Personal  | Detalles | Posición                           | Comandante en Jefe |
| ----------------------- | -------------------------------------- | --------- | --- | ---------------------------------- | ------------------ |
| Grupo 1 Silesia         | Grupo 5 Baja Silesia Grupo 6 Breslavia | Breslavia | 11 batallones, 6.851 miembros (27 de septiembre de 1938)                                                      | De Racibórz a Zittau               | Fritz Köllner      |
| Grupo 2 Sachsen         | Grupo 4 Sachsen                        | Dresde    | 8 batallones, 7.615 miembros (27 de septiembre de 1938) 14 batallones, 13.264 miembros (1 de octubre de 1938) | De Zittau a Aš                     | Franz May          |
| Grupo 3 Baviera Ostmark |                                        | Bayreuth  | 7 batallones, 5.999 miembros (27 de septiembre de 1938)                                                       | De Aš a Bayerisch Eisenstein       | Willi Brandner     |
| Grupo 4 Alpes y Danubio | Grupo 1 Viena Grupo 2 Linz             | Vienna    | 9 batallones, 7.798 miembros (29 de septiembre de 1938)                                                       | De Bayerisch Eisenstein a Poysdorf | Friedrich Bürger   |

Las compañías tenían entre 150 y 200 hombres cada una y estaban estacionadas en ciudades y pueblos alemanes a lo largo de la frontera germano-checa, cada una de ellas completamente equipada para incursiones y asaltos transfronterizos independientes. Aunque la directiva oficial permitía que solo los alemanes étnicos con ciudadanía checoslovaca formaran parte de los Freikorps, debido al bajo número de oficiales entre los desertores, sus puestos fueron ocupados por miembros de las Sturmabteilung. Además, las SA proporcionaban formación, apoyo material y equipamiento a los Freikorps. Todos los miembros recibían un pago regular por su servicio. La mayoría de los miembros no tenían ningún uniforme estandarizado y solo se distinguían por un brazalete con una esvástica. Formalmente, no formaban parte de la Wehrmacht y se les prohibió usar uniformes de la Wehrmacht.
Los miembros de los Freikorps fueron entrenados y alojados en la Alemania nazi, pero operaron al otro lado de la frontera en Checoslovaquia atacando la infraestructura, los edificios y el personal administrativo, policial y militar, así como a los civiles progubernamentales y antifascistas de etnia alemana, judíos, empresas de propiedad judía y civiles de etnia checa. Cometieron asesinatos, robos y atentados con bombas, y se retiraron a la frontera con Alemania cuando se enfrentaron a una seria oposición. Asesinaron a más de 110 personas y secuestraron a más de 2.000 miembros del personal checoslovaco, opositores políticos o sus familiares.

#### Servicio de Inteligencia
Los Freikorps también tenían su propio servicio de inteligencia, establecido el 19 de septiembre de 1938 con sede en Selb, Alemania. Estaba encabezado por Richard Lammel. La inteligencia estaba recopilando información para los Freikorps, así como para la Abwehr, el Sicherheitsdienst (SD) y la Gestapo.

#### Escuadras Verdes
Muchos alemanes étnicos que desertaron después de recibir la orden de movilización no cruzaron la frontera con Alemania, sino que establecieron sus propias unidades guerrilleras. Operando desde los bosques de Checoslovaquia, recibieron el nombre de Escuadras Verdes, a veces denominados Grün Freikorps, aunque no se incorporaron oficialmente como parte de los Freikorps alemanes.

#### Armamento
Para ocultar el nivel de cooperación entre la Wehrmacht y los Freikorps, las órdenes originales establecían que los Freikorps deberían estar armados solo con armas de los almacenes del antiguo ejército austriaco. Sin embargo, esto provocó retrasos a la hora de armar a los Freikorps y se volvió completamente imposible en lo que respecta a municiones y explosivos, que se entregaban con los propios suministros de la Wehrmacht. Las armas más comunes fueron el Mannlicher M1895, el K98k 8×56 JS, las pistolas P08 9mm Parabellum, ametralladoras y metralletas Bergmann y granadas de mano alemanas. Debido a las órdenes checoslovacas iniciales que prohibían el uso de armas de fuego, los Freikorps también capturaron armas checoslovacas, en su mayoría rifles ZB vz. 24 y ametralladoras ZB vz. 26.
Mientras tanto, los Grüne Freikorps, así como otros Ordners que no se unieron a los Freikorps, estaban armados con una variedad de rifles de caza y escopetas, pistolas y muchas ametralladoras que Alemania había suministrado previamente al Ordnersgruppe/Freiwilliger Schutzdienst. Los rifles de caza con mira telescópica en manos de expertos resultaron ser especialmente letales.

### Fuerzas de seguridad checoslovacas
Después de la remilitarización de Renania, las autoridades checoslovacas llegaron a la conclusión de que cualquier guerra futura probablemente tendría lugar mediante un ataque repentino sin una declaración formal de guerra. En ese momento, la protección de las fronteras estaba principalmente a cargo de la autoridad de la Administración de Aduanas (también llamada Policía Fiscal), que controlaba los cruces fronterizos y recaudaba los impuestos de aduana, mientras que los oficiales de la Policía se encargaban de la aplicación de la ley general principalmente dentro de las ciudades. Esto se consideró insuficiente ya que la Administración de Aduanas podía limitarse a hacer cumplir los derechos de aduana y el orden general en los cruces fronterizos, pero no la seguridad a lo largo de toda la frontera. En 1936, se estableció la Guardia de Defensa Estatal. Normalmente, la GDE funcionaría de manera muy limitada para garantizar la plena disponibilidad de su estructura (bajo la autoridad del Ministerio del Interior), y sus filas se completarían con personal en caso de emergencia (bajo mando militar). Su tarea principal era proteger la frontera checoslovaca y se suponía que podía cerrar y defender la frontera de inmediato durante el tiempo que fuera necesario para que el ejército llegara a las áreas atacadas en plena preparación para el combate. Inicialmente, la Guardia de Defensa Estatal estaba compuesta por miembros seleccionados de la Administración de Aduanas y la Policía, pero luego sus filas se llenaron también con civiles. En caso de disturbios, los soldados del ejército reforzaron aún más sus escuadrones. La Guardia de Defensa Estatal también incluía a alemanes étnicos que se consideraban leales al estado checoslovaco (en su mayoría socialdemócratas y comunistas). La Guardia de Defensa Estatal se convirtió así en el objetivo principal de los Freikorps.
Hasta el 22 de septiembre de 1938, las fuerzas de seguridad checoslovacas tenían órdenes generales de no utilizar sus armas de fuego salvo en defensa propia.

#### Republikanische Wehr
El Republikanische Wehr era una milicia antifascista de etnia alemana checoslovaca con varios miles de miembros. Conocido también como Rote Wehr (Defensa Roja), sus miembros también participaron en las luchas, apoyando a las autoridades checoslovacas. Varios de sus miembros fueron asesinados por los nazis durante los enfrentamientos, y miles más fueron internados en campos de concentración tras los Acuerdos de Múnich y la ocupación de Checoslovaquia.

## Guerra no declarada germano-checoslovaca
Los primeros asaltos de los Freikorps tuvieron lugar en la noche del 17 al 18 de septiembre de 1938 en el área de Aš. Otros ataques importantes de los Freikorps incluyeron, entre otros:

### 18 de septiembre de 1938
| Lugar     | Atacantes                                       | Víctimas                                  | Detalles | Consecuencias                 |
| --------- | ----------------------------------------------- | ----------------------------------------- | --- | ----------------------------- |
| Aš        | Número desconocido de miembros de los Freikorps | Varios funcionarios de Aduanas            | Muchos miembros de los Freikorps rodearon el puesto de aduanas a unos 100 metros en el interior del territorio checoslovaco durante la noche del 18 al 19 de septiembre. El edificio estaba bajo fuego intenso. La policía checoslovaca disparó una bengala para pedir ayuda a otras unidades checoslovacas y se atrincheraron. No devolvieron el fuego para evitar cualquier posible acusación de que las fuerzas checoslovacas dispararon al otro lado de la frontera con Alemania. | 2 funcionarios heridos graves |
| Bílá Voda | Número desconocido de miembros de los Freikorps | Varios funcionarios de Aduanas y policías | La aduana de Bílá Voda, que estaba ubicada directamente en la frontera checo-alemana, había sido objeto de disparos desde Alemania desde el 18 de septiembre. Se ordenó a su personal que no devolviera el fuego y solo se le permitió retirarse en la tarde del 22 de septiembre, cuando se unió al escuadrón local de la GDE en su intento de avanzar hacia el interior (véase más abajo).                                                                                          | 1 policía gravemente herido   |

### 19 de septiembre de 1938
| Lugar          | Atacantes                                                              | Víctimas                                                                              | Detalles | Consecuencias |
| -------------- | ---------------------------------------------------------------------- | ------------------------------------------------------------------------------------- | --- | --- |
| Český Heršlák  | Número desconocido de miembros de los Freikorps                        | 1 escuadrón de la GDE                                                                 | El 16.º Escuadrón de la GDE cavó una trinchera cerca de la línea férrea a 700 metros de la frontera alemana. Los Freikorps cargaron contra su posición pero fallaron y un miembro murió. Los Freikorps llevaron a cabo disparos esporádicos desde más allá de la frontera alemana sabiendo que la GDE tenía órdenes de no devolver el fuego hacia territorio alemán. El oficial de aduanas Ladislav Krch fue golpeado y quedó gravemente herido. El escuadrón abrió fuego de cobertura para permitir el traslado de Krch hacia el hospital. | 1 Oficial de Aduanas gravemente herido 1 miembro de los Freikorps muerto                                                                                           |
| Horní Malá Úpa | - Número desconocido de miembros de los Freikorps - Miembros de las SA | El Servicio de Aduanas - Varios oficiales de Policía - Varios funcionarios de aduanas | Los Freikorps atacaron la aduana en Horní Malá Úpa en la tarde del 19 de septiembre de 1938. El edificio fue incendiado. Varios oficiales heridos lograron huir. Dos oficiales de la Policía fueron capturados y llevados a Alemania. El agente Eduard Šíma fue asesinado y su cuerpo también fue llevado a Alemania. | 1 oficial de la Policía asesinado Varios oficiales heridos 2 funcionarios estatales checoslovacos secuestrados e internados en una prisión en Hirschberg, Alemania |
| Mladkov        |                                                                        |                                                                                       | Asalto a 1 escuadrón de la GDE | |
| Rychnůvek      | 8 miembros de los Freikorps                                            | 1 mensajero de la GDE                                                                 | Los Freikorps designaron al jefe de la estación de Policía local, Jan Trněný, como un "checo peligroso" y amenazaron con asesinarlo. Se suponía que Trněný entregaría mensajes a los escuadrones de la GDE durante la noche del 19 de septiembre. Sin el conocimiento de los Freikorps, Trněný fue intercambiado por el oficial de policía Antonín Měsíček. Měsíček era muy apreciado por la población alemana local y recibió una advertencia sobre un posible asalto de los Freikorps, sin embargo, decidió continuar con sus órdenes. Měsíček fue emboscado mientras estaba en la carretera en el bosque que conducía de regreso a su estación de origen en Rychnůvka. Los Freikorps escaparon después de que un escuadrón de la GDE que estaba cerca disparara una bengala después de escuchar los disparos. Měsíček murió en el hospital al día siguiente. En Alemania, el miembro de los Freikorps, Franz Bayer, recibió 200 Reichsmarks por matar a Měsíček. | El oficial de policía Antonín Měsíček asesinado |
| Starostín      | Número desconocido de miembros de los Freikorps                        | Varios agentes del Servicio de Aduanas                                                | Numerosos miembros de los Freikorps rodearon la aduana de Starostín. Con ametralladoras pesadas y fusiles lograron llegar al edificio, sin embargo, huyeron luego de que los Policías usaran varias granadas de mano. | 2 funcionarios de aduanas gravemente heridos |
| Znojmo         | Hasta 300 miembros de los Freikorps                                    | Administración de Aduanas                                                             | Znojmo District | |
| Železná Ruda   |                                                                        |                                                                                       | Asalto a la aduana | |

### 20 de septiembre de 1938
El 20 de septiembre de 1938, la sede de los Freikorps emitió la Orden n.º 6 firmada por Henlein. Según la orden, cada uno de los grupos realizaría al menos 10 incursiones importantes en Checoslovaquia antes de la mañana del 21 de septiembre. La orden especificó además que los Freikorps no tendrían en cuenta ningún miedo a los ataques armados a los que se habían enfrentado previamente por parte de algunos civiles de etnia alemana. Además, se ordenó a cada grupo que estableciera su propio personal de inteligencia que proporcionaría información al centro en Selb. De acuerdo con la orden, los ataques de los Freikorps aumentaron tanto en frecuencia como en brutalidad.

### 21 de septiembre de 1938
| Lugar           | Atacantes                                                                             | Víctimas | Detalles | Consecuencias |
| --------------- | ------------------------------------------------------------------------------------- | --- | --- | --- |
| Aš              | - Multitud de varios cientos de alemanes étnicos - Un número desconocido de Freikorps | 50 miembros de la policía checoslovaca y de la policía local                                                   | La ciudad de Aš limita con Alemania por tres lados y solo tenía dos vías principales de acceso desde el interior de Checoslovaquia. Se informó a los jefes de las autoridades estatales locales que no recibirían más refuerzos, sin embargo, al mismo tiempo se les ordenó que mantuvieran sus puestos. En la noche del 21 de septiembre, el jefe de la comisaría estatal de policía local fue convocado a una reunión celebrada por el jefe del distrito de Aš, de etnia alemana. A la reunión asistieron varios funcionarios del Partido Alemán de los Sudetes, quienes solicitaron que los policías depongan las armas de fuego y entreguen el área del SdP. El Jefe se negó y regresó a la estación. Poco después, una turba de personas derribó la puerta principal que conducía al patio de la estación y apresó al Jefe. El resto de los policías, estando todavía bajo la orden general de no usar armas de fuego (que fue cambiada recién al día siguiente) se rindió. Mientras tanto, los Freikorps también se hizo cargo de la estación de gendarmería local después de que amenazaron con incendiar la estación con granadas de mano. | - 50 policías secuestrados e internados en un campo de concentración en Alemania - Jefe de policía secuestrado y encarcelado por la Gestapo en Núremberg |
| Bartulovice     | Un número desconocido de Freikorps                                                    | Guardia de Defensa Estatal - 10 miembros de la Administración de Aduanas - 5 soldados - 2 oficiales de policía | Alrededor de 30 miembros de los Freikorps y otros ciudadanos locales de etnia alemana llegaron a la aduana en Bartulovice, exigiendo a los miembros de la GDE que entregaran el edificio y sus armas. El jefe de la GDE primero quería pedir órdenes a sus superiores, sin embargo, la oficina de correos local, donde se encontraba la centralita telefónica, ya había sido ocupada por los Freikorps. La GDE decidió retirarse del municipio completamente armado, pasando sin incidentes un camión lleno de miembros de los Freikorps fuertemente armados de la vecina Jiříkov. Un oficial de aduanas permaneció en el edificio desarmado para resistir formalmente la ocupación del edificio por los Freikorps. Después de hacerlo, los Freikorps lo enviaron a Alemania, donde fue internado en un campo de concentración. El resto de la unidad de la GDE continuó su retirada a pie por el bosque hacia Holčovice, al que llegaron unas 15 horas después y donde se reagruparon con otras 10 unidades de la GDE que se habían retirado en circunstancias similares. | 1 funcionario estatal checoslovaco secuestrado e internado en un campo de concentración en Alemania                                                      |
| Habartice       | Un número desconocido de Freikorps Un oficial de las SA liderando el ataque           | 1 escuadrón de la GDE (18 miembros)                                                                            | El 20 de septiembre de 1938, los miembros de la GDE estacionados en el cruce fronterizo en la ciudad de Habartice observaron las maniobras de las unidades del ejército alemán que tenían lugar sobre la frontera en Alemania, lo que los llevó a fortificar el edificio con sacos de arena. Por la noche, se cortó el suministro eléctrico a ambos lados de la frontera. La GDE observó además que varios camiones llegaron a las 10 p. m. del lado alemán de la frontera. Los alemanes comenzaron a cruzar el puente fronterizo alrededor de las 3 a. m. del 21 de septiembre de 1938 y realizaron 4 oleadas de ataque con 30-40 hombres cada una contra el edificio de la GDE, utilizando no solo armas de fuego, sino también granadas de mano y dinamita. Los Freikorps detonaron explosivos que provocaron el colapso de toda la pared frontal del edificio; el resto, sin embargo, permaneció intacto. La GDE defendió con éxito el edificio, utilizando también 36 granadas de mano. El jefe de escuadrón de la GDE también había pedido refuerzos, sin embargo, los soldados tuvieron que bajarse del camión después de ser atacados con ametralladoras. Los soldados llegaron a Habartice por la mañana solo después de que el ataque hubiera sido repelido. Durante el día posterior a la pelea nocturna, los miembros de la GDE de Checoslovaquia y los soldados jugaron ostentosamente al voleibol justo en la línea fronteriza, algunos de ellos con vendajes que cubrían sus heridas. | 4 miembros de la GDE gravemente heridos 3 muertos, 16 asaltantes heridos                                                                                 |
| Nové Vilémovice | Un número desconocido de Freikorps                                                    | 8 funcionarios de aduanas                                                                                      | Numerosos miembros de los Freikorps rodearon el edificio de Aduanas en Nové Vilémovice. Seis oficiales que estaban adentro se rindieron sin disparar. Luego de esto, los Freikorps intentaron capturar a otros dos oficiales que patrullaban en las afueras de la localidad. Se produjo un tiroteo, en el que un oficial murió mientras que el otro logró huir. Los asaltantes enterraron el cuerpo de la víctima en un lugar secreto y luego cruzaron la frontera con Alemania para evitar ser arrestados por las autoridades checoslovacas. No se encontró a los perpetradores y el proceso judicial que tuvo lugar en 1945 no condujo a ninguna condena. | 1 funcionario de aduanas asesinado |
| Petrovice       |                                                                                       | | Asalto a la aduana | |
| Wies (Cheb)     |                                                                                       | | Asalto a la aduana | |

### 22 de septiembre de 1938
En la noche del 21 de septiembre de 1938, la radio alemana transmitió información falsa de que Checoslovaquia había acordado ceder sus áreas fronterizas a Alemania. Al día siguiente, la mayoría de las ciudades con mayoría de etnia alemana estaban llenas de banderas alemanas nazis y retratos de Hitler, mientras que los Freikorps y los grupos de etnia alemana desencadenaron una ola de ataques contra las autoridades estatales y los civiles no alemanes.
El 22 de septiembre, Adolf Hitler dio órdenes de proporcionar a los Freikorps también armamento, municiones y equipos alemanes (hasta ese momento, los Freikorps debían estar armados solo con armas que Alemania había obtenido después del Anschluss).
La orden de las fuerzas checoslovacas de no usar armas de fuego excepto en defensa propia fue cancelada durante el día.
El 24 de septiembre de 1938, los Freikorps realizaron más de 300 ataques contra las autoridades checoslovacas.
| Lugar                                               | Atacantes | Víctimas | Detalles | Consecuencias |
| --------------------------------------------------- | --- | --- | --- | --- |
| Bartošovice v Orlických horách                      | Un número desconocido de Freikorps | Puesto de aduanas - 2 funcionarios de aduanas - soldados                                                    | Durante la noche del 22 al 23 de septiembre, los Freikorps atacaron una aduana ubicada en la ciudad fronteriza de Bartošovice con ametralladoras pesadas y granadas. Los refuerzos enviados a la aduana también se encontraron bajo fuego intenso y no pudieron llegar. Durante la cuarta ola de asalto, el techo de la casa de la aduana se incendió y comenzó a derrumbarse. Todo el personal checoslovaco logró retirarse. | Puesto de aduanas destruido |
| Bernartice                                          | Un número desconocido de Freikorps | - 15 miembros de la GDE - 5 oficiales de policía                                                            | Miembros de los Freikorps emboscaron a 15 miembros de la GDE y 5 miembros de la policía en Bernartice. Los soldados y policías fueron desarmados y llevados a Alemania donde fueron internados por las autoridades locales en un campo de concentración. | 20 funcionarios checoslovacos secuestrados e internados en un campo de concentración en Alemania.                                               |
| Bílá Voda                                           | Un número desconocido de Freikorps | 1 escuadrón de la GDE                                                                                       | El puesto de la Guardia de Defensa Estatal en Bílá Voda, que estaba ubicada directamente en la frontera checo-alemana, había estado bajo asedio desde el 18 de septiembre. El personal recibió órdenes de retirarse en la tarde del 22 de septiembre. El escuadrón en retirada fue emboscado por los Freikorps. Una parte del escuadrón se abrió paso, sin embargo, y 15 miembros de la GDE fueron capturados, desarmados y trasladados a Alemania, donde fueron internados por las autoridades locales en un campo de concentración. | 15 funcionarios checoslovacos secuestrados e internados en un campo de concentración en Alemania.                                               |
| Cetviny                                             | 150 Freikorps | - Oficiales de policía - 1 escuadrón de la GDE                                                              | Aproximadamente 150 miembros de los Freikorps cruzaron el río fronterizo Malše y tendieron una emboscada a la Policía y la GDE en Cetviny; todo el equipo fue trasladado a Alemania. Mientras tanto, la GDE que estaba estacionada en las cercanías escuchó los disparos y envió a dos miembros. Uno de ellos, Václav Klimeš, fue asesinado y el otro, gravemente herido, trasladado a Alemania. Las fuerzas checoslovacas recuperaron el pueblo después de intensos combates en los días siguientes. Por considerarlo demasiado vulnerable, quedó deshabitado. | Varios funcionarios checoslovacos secuestrados e internados en un campo de concentración en Alemania.                                           |
| Černá brána ner Varnsdorf                           | 70 Freikorps | 1 escuadrón de la GDE                                                                                       | El escuadrón de la GDE estacionado en una cabaña de montaña en la frontera a las afueras de Varnsdorf fue asaltado a las 6 a. m. | 2 soldados heridos |
| Černá Voda                                          | Grupos de etnia alemana | - 2 funcionarios de aduanas - 4 oficiales de policía                                                        | 2 miembros de la Administración de Aduanas estaban siendo linchados por un grupo de etnia alemana en Černá Voda. Cuando intervinieron cuatro miembros de la policía, los Freikorps abrieron fuego con rifles de caza, pistolas y una ametralladora ligera. Dos miembros de los Freikorps resultaron heridos en la escaramuza. | 2 funcionarios de aduanas linchados 2 miembros de los Freikorps tiroteados                                                                      |
| Dolní Podluží                                       | | | Después de las 2 p. m., el 76.º escuadrón de la GDE se retiraba de la ciudad fronteriza de Varnsdorf, que había sido tomada por alemanes étnicos y donde también estaba estacionado otro escuadrón de la GDE, cuyo líder colaboró con los nazis y ordenó a sus miembros que entregaran las armas a los Freikorps. El escuadrón se detuvo cerca de una gasolinera en Dolní Podluží, tres oficiales de aduanas se dirigieron hacia allí para llenar sus motocicletas y otros establecieron una posición defensiva cerca. Mientras llenaban el depósito, fueron emboscados por los Freikorps. En el tiroteo que siguió, los oficiales de aduanas Václav Kozel y Jan Teichman fueron asesinados y el oficial de aduanas Miroslav Bernard resultó gravemente herido. El propietario de la gasolinera, Rudolf Stelzig, también recibió un disparo y murió. El tiroteo continuó hasta que el 77.º escuadrón de la GDE llegó al lugar y cubrió la retirada del 76.º. Ambos escuadrones se retiraron al puesto de defensa del ejército checoslovaco en Nová Huť. Después de un breve descanso allí, recibieron órdenes de regresar a Varnsdorf para recuperar el territorio perdido, lo que lograrán con éxito después de numerosas escaramuzas en los días siguientes. | 2 funcionarios de aduanas asesinados 1 oficial de aduanas herido y secuestrado 1 civil muerto                                                   |
| Frýdlant                                            | Un número desconocido de Freikorps | 2 vehículos blindados ligeros                                                                               | Los Freikorps ocuparon la sede de la GDE y otros edificios estratégicos en la ciudad de Frýdlant y colgaron banderas con la esvástica nazi en muchos edificios de la ciudad. El ejército checoslovaco envió dos vehículos de combate de infantería con tripulaciones desde Liberec. Después de llegar a la ciudad, los soldados anunciaron que considerarían hostiles todos los edificios y personas con una esvástica, los Freikorps retiraron las banderas y se retiraron de la ciudad. | Intento frustrado de tomar la ciudad |
| Heřmanice                                           | Un número desconocido de Freikorps | 2 civiles desarmados                                                                                        | Los Freikorps ocuparon parte del municipio de Heřmanice. La unidad local de la GDE aseguró su posición y no intervino más en el municipio mismo. Dos civiles leales al estado checoslovaco decidieron preguntar por la situación real en Heřmanice. En la carretera que conducía a Heřmanice, pasaron junto a la patrulla de la GDE que les recomendó sin éxito que no continuaran hacia el territorio controlado por los Freikorps. Poco después de pasar el puesto de la GDE, ambos fueron tiroteados. | 1 civil asesinado, 1 civil secuestrado, internado y asesinado en un campo de concentración en Alemania                                          |
| Heřmánkovice                                        | 60 Freikorps | 1 escuadrón de la GDE                                                                                       | Freikorps atacó al escuadrón de la GDE local a las 7 p. m. El intento de tomar la ciudad falló. | Intento frustrado de tomar la ciudad |
| Hnanice                                             | 200 Freikorps | Puesto de aduanas - 8 funcionarios de aduanas - 5 soldados                                                  | Los Freikorps atacaron la aduana de Hnanice a primera hora de la mañana. Si bien su primer intento fracasó, los oficiales checoslovacos se retiraron durante el segundo ataque sin sufrir pérdidas. Más tarde, dos escuadrones de la GDE recuperaron la aduana después de intensos combates, solo para perderla nuevamente el 26 de septiembre. | 1 muerto, varios miembros la GDE heridos 24 muertos, 37 miembros de los Freikorps heridos                                                       |
| Hrádek nad Nisou                                    | 200 Freikorps | Puesto de la GDE                                                                                            | Durante la noche, unos 200 miembros de los Freikorps comenzaron a atacar un salón de actos local que estaba siendo utilizado como puesto de la GDE. El tiroteo duró cinco horas y terminó con la retirada de los Freikorps. | dos muertos, unos 50 miembros de los Freikorps heridos                                                                                          |
| Javorník                                            | Más de 100 miembros de los Freikorps | Guardia de Defensa Estatal - 11 miembros del servicio de aduanas - 2 soldados - Varios oficiales de policía | Cuando un escuadrón de la GDE llegó a las afueras de Javorník, un grupo de Freikorps les ofreció un salvoconducto. Mientras pasaba por la ciudad, el escuadrón fue emboscado. Los militares checoslovacos fueron desarmados y trasladados a Alemania, donde fueron internados por las autoridades locales en el campo de concentración de Patschkau (aparte de dos que fueron liberados y uno que escapó durante el transporte). Además de los soldados, los Freikorps secuestraron también a un juez del tribunal de distrito ya su secretario, que fueron llevados al campo de concentración de Patschkau. | 15 funcionarios checoslovacos secuestrados e internados en un campo de concentración en Alemania.                                               |
| Libná (actualmente no existe) Zdoňov Horní Adršpach | Un número desconocido de Freikorps | GDE | Los Freikorps atacaron la aduana en la ciudad fronteriza de Libná. El líder del escuadrón de la GDE, Robert Jokl, fue herido, mientras que el resto del escuadrón se vio obligado a retirarse. Siendo superados en número, otros escuadrones de la GDE se vieron obligados a retirarse de los municipios cercanos de Zdoňov y Horní Adršpach. Todas las unidades se reunieron en la aldea Krčnov, donde establecieron un nuevo punto de defensa. Más tarde en la noche, la GDE fue reforzada por la 9.ª Compañía del 48.º Regimiento de Infantería con dos vehículos blindados y tomó el control de los tres pueblos; mientras se retiraba a Alemania, los Freikorps prendieron fuego a la aduana en Libná. Las unidades checoslovacas en el área se enfrentaron a más ataques hasta que se les ordenó retirarse el 28 de septiembre. | varios heridos Oficial la GDE herido y secuestrado Puesto de aduanas quemado                                                                    |
| Liptaň                                              | - 150-180 alemanes étnicos - Un número desconocido de Freikorps                                                                                                   | 6 oficiales de policía                                                                                      | Los Freikorps obtuvieron con éxito el control de las estaciones de policía en las ciudades cercanas de Albrechtice y Zlaté Hory, cortando ambas rutas principales desde Liptáň con el resto del interior checo. Más tarde esa noche, miembros de los Freikorps abrieron un alijo secreto de rifles y fusiles del ejército alemán que habían pasado de contrabando a través de la frontera y almacenados en una estación de tren. Un grupo de 150 a 180 hombres, la mayoría armados, se dirigió hacia la estación de la gendarmería local. Los líderes del grupo obligaron al jefe de policía Rudolf Mokrý a llamar a la comisaría cercana en Mokrá, donde el policía ya se había rendido. Al obtener información de que varias comisarías cercanas fueron entregadas sin violencia y a los funcionarios checoslovacos se les permitió en su mayoría retirarse, aún bajo órdenes de impedir el uso de armas de fuego, el jefe de la comisaría acordó entregarla. Los alemanes tomaron las armas de fuego de los oficiales y los mantuvieron cautivos dentro del edificio mientras enviaban a alguien a buscar un coche que pudiera usarse para transportar a los cautivos. Poco después de que los oficiales fueran desarmados, dos oficiales que conducían una motocicleta llegaron a la ciudad. Cuando se acercaban a la comisaría, comenzó un tiroteo. Los alemanes comenzaron a disparar no solo a los oficiales, sino también entre ellos; no se sabe si los oficiales lograron disparar sus armas. Los oficiales aprovecharon el caos e intentaron llegar a la comisaría, sin saber que ya estaba totalmente bajo control alemán. Los dos agentes de policía, Inocenc Dostál y Vítězslav Hofírek, fueron asesinados a tiros inmediatamente después de entrar en la comisaría. Fuera de la comisaría, la mayoría de la multitud se dispersó, dejando atrás tres cadáveres de los Freikorps. Los restantes agentes de policía desarmados, el jefe de policía Rudolf Mokrý, el agente Vilém Leher y el agente Ludvík Svoboda, fueron arrastrados fuera de la comisaría y linchados. El agente František Čech, también fue linchado. Los cuerpos fueron enterrados en una fosa común sin identificación. Su ubicación era desconocida hasta marzo de 1939 cuando los alemanes invadieron el resto de Checoslovaquia, cuando las autoridades alemanas reconocieron su muerte. Los cuerpos de las víctimas fueron posteriormente exhumados y enterrados ceremonialmente en Checoslovaquia. Los culpables nunca fueron capturados (aunque fueron identificados), sin embargo, otros tres alemanes que participaron en el ataque fueron arrestados, juzgados y ejecutados en la horca en octubre de 1946.           | Seis policías linchados hasta la muerte 3 asaltantes muertos                                                                                    |
| Malonty                                             | Varias docenas de Freikorps | Varios policías                                                                                             | La comisaría de la policía local se enfrentaba a fuertes disparos. Todos los oficiales se retiraron con éxito tierra adentro. | Retirada de la policía |
| Mikulovice                                          | Un número desconocido de Freikorps | 1 escuadrón de la GDE                                                                                       | Los miembros de Freikorps tendieron una emboscada a un escuadrón de la GDE en Mikulovice. Los militares fueron desarmados y obligados a esperar un tren a Alemania en una estación de tren local. Mientras tanto, un tren que iba en dirección opuesta pasaba por la estación y los soldados se subieron a él antes de que los Freikorps pudieran detenerlos. El escuadrón llegó a Jeseník y se enfrentó a los Freikorps en numerosos tiroteos en los días siguientes, arrestando a cinco de ellos. | 5 miembros de los Freikorps detenidos. |
| Studánky (Vyšší Brod)                               | Freikorps | El servicio de aduanas                                                                                      | [ 58 ] | Control de la Aduana |
| Třemešná                                            | Freikorps | 1 comisaría (4 oficiales de policía)                                                                        | Bruntál District | Toma de control de la estación de policía, secuestro de varios oficiales a Alemania                                                             |
| Vápenná - Supíkovice - Rejvíz                       | Un número desconocido de Freikorps | La Policía                                                                                                  | Después de que los Freikorps invadieran la ciudad de Javorník, la gendarmería local, apoyada por algunos de los soldados que lograron retirarse de Javorník, estableció nuevos puestos de defensa en la línea entre los municipios de Vápenná - Supíkovice - Rejvíz. Los oficiales de gendarmería fueron atacados repetidamente por los Freikorps, con seis heridos y un muerto. | 1 oficial de la policía asesinado, 6 heridos |
| Varnsdorf                                           | Un número desconocido de Freikorps | Varias docenas de miembros de la GDE                                                                        | La aduana en la frontera de Varnsdorf fue atacada a las 2 a. m. con varias granadas de mano, sin embargo, los atacantes se retiraron inmediatamente. A las 10 de la mañana, un tren conducido por el miembro del parlamento checoslovaco del SdP, Franz Werner, y lleno de Freikorps cruzó la frontera. Los Freikorps se hicieron cargo de la estación de tren y capturaron a seis soldados y varios trabajadores ferroviarios. Después de algunas negociaciones, los escuadrones de la GDE comenzaron a retirarse. Había una unidad del ejército con tres tanques estacionados en las cercanías de Rumburk, sin embargo, se les ordenó no relevar a la GDE en Varnsdorf. A las 5 de la tarde, la unidad del ejército también salió de Rumburk y se retiró hacia el interior. | Ciudad controlada por los Freikorps |
| Vidnava                                             | Un número desconocido de Freikorps | - 2 oficiales de policía - 1 escuadrón de la GDE                                                            | Una gran multitud de alemanes étnicos checoslovacos que anteriormente llegó al cruce fronterizo de la ciudad de Vidnava con pancartas con la esvástica nazi. Entre ellos había varios miembros de los Freikorps, que aprovecharon la confusión y se dirigieron directamente a los dos oficiales de policía y los desarmaron. El grupo liberó a los dos oficiales y continuó hacia el centro de la ciudad. Después de informar a los dos oficiales de policía desarmados, el líder de la GDE, Josef Novák, se puso en contacto con el alcalde de la ciudad, un Göbel de etnia alemana, quien prometió que negociaría la devolución de las armas de fuego de los policías. Los oficiales Novák y Pospíšil abandonaron el puesto de la GDE y se dirigieron hacia el centro de la ciudad, ahora en manos de los Freikorps. Allí, ambos fueron atacados y linchados. Antes de morir, Pospíšil arrojó una granada de mano, hiriendo a varios asaltantes. Más tarde ese día, los Freikorps lincharon a Fitz, un comunista de etnia alemana. Grupos de Freikorps fuertemente armados comenzaron a apoderarse de toda la ciudad. Los miembros restantes de la GDE y los oficiales de la policía decidieron evacuar a varios civiles, así como retirarse, hacia la estación de tren. Mientras tanto, sin embargo, los Freikorps bloquearon la vía férrea que conducía a la siguiente estación de tren en Velká Kraš y tomaron posiciones en un edificio escolar con vistas a la vía. Después de que el tren se detuviera ante el bloqueo justo en frente de la escuela, los Freikorps abrieron fuego y comenzaron a lanzar granadas de mano. Los ocupantes del tren huyeron dejando atrás un civil muerto y dos miembros de la GDE heridos y varios civiles heridos, que fueron capturados por los Freikorps y trasladados a Alemania. El resto logró escapar y bajo constante fuego de cobertura llegó a la estación de tren en Velká Kraš. Aquí, el líder de los Freikorps, Latzel, primero insistió en que el personal de la GDE debía rendirse. El escuadrón la GDE, que ahora consta de 13 heridos graves y algunos miembros levemente heridos, se negó y declaró la intención de avanzar tierra adentro o morir en el intento. Los Freikorps permitieron que los heridos graves fueran llevados en un tren con civiles de etnia checa expulsados con destino a Jeseník, mientras que los pocos miembros restantes de la GDE se fueron a pie a través del bosque hasta Zighartice. En el hospital de Jeseník, médicos de etnia alemana se negaron a tratar a los miembros de la GDE gravemente heridos, solo después de que uno de los miembros de la GDE amenazara con usar granadas de mano recibieron tratamiento. | 2 miembros de la GDE linchados hasta la muerte 2 civiles asesinados 15 miembros de los GDE gravemente heridos Varios civiles gravemente heridos |
| Zlaté Hory                                          | - Varios cientos de alemanes étnicos - Docenas de miembros de los Freikorps - Dos camiones con integrantes fuertmene armados del otro lado de la frontera alemana | 10 oficiales de policía                                                                                     | Un grupo de varios cientos de personas de etnia alemana y varias docenas de miembros de los Freikorps, que colocaban a mujeres y niños frente a ellos, rodearon la estación de la policía en Zlaté Hory y exigieron la rendición de los oficiales. Después de la llegada de dos camiones con hombres armados sin identificación desde Alemania, los oficiales se rindieron y fuerontrasladados a Alemania, donde fueron recluidos primero en prisión en Glatz (ahora Kłodzko en Polonia), luego en un campo de concentración en Dresde. | 10 funcionarios checoslovacos secuestrados e internados en un campo de concentración en Alemania.                                               |

### 23 de septiembre de 1938
Hitler dio nuevas órdenes según las cuales los checos capturados debían ser considerados y tratados como prisioneros de guerra. Los cautivos que pudieran demostrar la nacionalidad eslovaca o húngara debían ser considerados refugiados en Alemania.
A las 11 a. m., el gobierno checoslovaco declaró oficialmente que no podía restablecer el orden en dos distritos fronterizos (Osoblaha y Jindřichov). Se ordenó a los funcionarios estatales de estas regiones que se retiraran hacia una nueva línea de defensa establecida por el ejército.
En otras áreas, el ejército checoslovaco inició acciones ofensivas que llevaron a la recuperación de áreas en Varnsdorf y sus alrededores, de las cuales los escuadrones de la GDE habáin retirado en los días previos.
A las 23:30, Checoslovaquia declaró la movilización total del ejército y el estacionamiento completo de las fortificaciones fronterizas checoslovacas.
| Lugar                 | Atacantes                          | Víctimas | Detalles | Consecuencias                                                     |
| --------------------- | ---------------------------------- | --- | --- | ----------------------------------------------------------------- |
| Srbská                | Un número desconocido de Freikorps | Administración de Aduanas (5 funcionarios) Guardia de Defensa Estatal (12 miembros)                                                                                         | Ya el 9 de septiembre, la aduana alemana al otro lado de la frontera tenía las ventanas que daban a Checoslovaquia tapiadas, dejando solo pequeñas viseras para disparar. El 23 de septiembre de 1938 a las 23:00 horas, dos personas de etnia alemana entraron en la aduana de Checoslovaquia para ser autorizados a cruzar la frontera con Alemania. Mientras el oficial de aduanas Václav Čep se ocupaba de los trámites necesarios, sin mirar a los dos alemanes, uno de ellos le disparó a quemarropa en la sien. En el mismo momento, el otro alemán abrió fuego contra dos funcionarios de aduanas presentes en la sala, matando instantáneamente al oficial Josef Vojta e hiriendo de muerte al oficial Bohumil Hošek (disparo en la espalda). Mientras los dos alemanes corrían a través de la frontera con Alemania, otros asaltantes abrieron fuego con ametralladoras, lo que obligó a los dos oficiales de aduanas restantes (que no estaban presentes en la habitación en el momento del tiroteo) a retirarse a otro edificio en el municipio controlado por la brigada de la GDE. 3 miembros de la GDE murieron en un tiroteo posterior. | 3 funcionarios de aduanas asesinados 3 soldados de la GDE muertos |
| Varnsdorf Krásná Lípa | Freikorps                          | Ejército Checoslovaco - 1.º Batallón del 47.º Regimiento de Infantería - Pelotones de emergencia del 47.° Regimiento de Infantería - 1 Pelotón de tanques - 1 Tren blindado | A las 6 a. m., las unidades checoslovacas comenzaron a avanzar desde las fortificaciones fronterizas alrededor de Varnsdorf y recuperaron el territorio del que la GDE partió el día anterior. A las 10 de la mañana, el ejército inició el asalto a Krásná Lípa y Varnsdorf. Ambos fueron tomados a las 5 de la tarde sin que se perdiera ningún soldado. El ejército capturó a varios miembros de los Freikorps que no lograron retirarse a Alemania, así como grandes reservas de armas y municiones. | Šluknov Hook recuperada.                                          |

### 24 de septiembre de 1938
La comandancia de los Freikorps dio la orden de que las unidades debían obligar a los alcaldes de etnia alemana de las ciudades fronterizas de Checoslovaquia a enviar telégrafos a Hitler solicitando la intervención alemana inmediata. La orden mencionaba específicamente que los telegramas debían llegar a Hitler antes de su reunión prevista con Chamberlain y, al mismo tiempo, debían enviarse de una manera que no los conectara con los Freikorps ni levantara sospechas de una acción coordinada.
La movilización completa del ejército checoslovaco tuvo un efecto paralizador en la moral de los Freikorps y condujo a una menor cantidad de ataques. A medida que las fuerzas checoslovacas comenzaron a recuperar el territorio perdido en días anteriores, los Freikorps en retirada saquearon edificios públicos y "confiscaron" dinero y objetos de valor de los bancos.
La Wehrmacht recibió la autoridad exclusiva sobre las áreas fronterizas alemanas con Checoslovaquia. Esto dio lugar a disputas entre los oficiales inferiores de los Freikorps y los oficiales de la Wehrmacht sobre la línea de mando real. Se ordenó a los Freikorps que realizara redadas en la frontera solo después de informar al líder local respectivo de la guardia fronteriza alemana.
| Lugar   | Atacantes                          | Víctimas | Detalles | Consecuencias |
| ------- | ---------------------------------- | --- | --- | --- |
| Brandov | 8 Freikorps                        | 2 policías | 2 policías ¡en una motocicleta con sidecar patrullaban el área alrededor de la sucursal local del fabricante de armas pequeñas Česká zbrojovka cuando fueron emboscados por 8 miembros de los Freikorps. El conductor Václav Staňek recibió un disparo en la columna vertebral y quedó inmovilizado, mientras que Josef Hřích permaneció tirado en el suelo. Cuando los Freikorps salieron de su cobertura, Hřích desenfundó su pistola y comenzó a disparar, hiriendo a dos asaltantes. Staňek murió más tarde en el hospital mientras los Freikorps se retiraban a la frontera con Alemania con sus heridos. La lucha por la fábrica comenzó unos días después, véase más abajo | 1 policía asesinado 2 miembros de los Freikorps heridos                                                                                          |
| Bruntál | Un número desconocido de Freikorps | Guardia de Defensa Estatal 10 empleados de oficina 2 policías 8 oficiales de policía 15 soldados 5 oficiales del ejército 35 aspirantes a policía | Las unidades de la Guardia de Defensa Estatatl en Bruntál y sus alrededores sufrían ataques esporádicos desde mayo de 1938. La frecuencia de los ataques aumentó en septiembre y culminó entre el 24 y el 26 de septiembre. El ataque principal comenzó al mediodía del 24 de septiembre y continuó durante la noche con miembros de los Freikorps disparando desde edificios y tejados. Al día siguiente, las autoridades encontraron un miembro de los Freikorps muerto y a ocho gravemente heridos.Esto llevó a muchos civiles a abandonar la ciudad mientras las autoridades declaraban la ley marcial. Los miembros de la GDE recurrieron a la defensa de sus propios edificios y barrieron la ciudad a la mañana siguiente, encontrando una gran cantidad de charcos de sangre pero sin cuerpos ni Freikorps heridos. En las noches siguientes, la GDE envió a la mayoría de su personal a patrullar las calles y no se produjeron más enfrentamientos. En total, 6 miembros de la GDE resultaron heridos. Se desconocía el número de bajas de los Freikorps, pero se cree que llegaba a 80, que era el número de muertos que sufrieron los Freikorps en un ataque de tamaño similar que estaba teniendo lugar mientras tanto en Krnov y que coincidía con el número de grandes charcos de sangre que se encontraron en las mañanas siguientes. | 6 miembros de la GDE gravemente heridos 1 muerto, 8 miembros de los Freikorps heridos confirmados, hasta 80 bajas de los Freikorps sin confirmar |

### 25 de septiembre de 1938
| Lugar                 | Atacantes                                                                                       | Víctimas | Detalles | Consecuencias                                           |
| --------------------- | ----------------------------------------------------------------------------------------------- | --- | --- | ------------------------------------------------------- |
| Libá (Distrito de Aš) | - 700 Freikorps & civiles armados (la mayoría veteranos de la IGM) - 160-180 soldados de las SS | - Escuadrón de la Guardia de Defensa Estatal (30 miembros) con 2 tanques ligeros - Varios civiles armados (principalmente jóvenes del Partido Socialdemócrata Alemán) | Después de tomar el control de Aš durante la noche del 21 al 22 de septiembre (véase arriba), el SdP comenzó a ejercer el control sobre el territorio del distrito de Aš, bloqueando las carreteras principales y avanzando hacia el interior hasta Libá. El avance de los Freikorps se detuvo en una aldea a dos kilómetros de Libá y la línea de contacto se estabilizó en este lugar durante unos días, con intercambios esporádicos de disparos. Durante la tarde del 25 de septiembre, dos tanques ligeros del escuadrón de la GDE avanzaron para probar la fuerza del enemigo. Se produjo un intercambio de disparos y los tanques ligeros comenzaron a retirarse. Los alemanes a pie se enfrentaron a los tanques con fuego de ametralladora y granadas de mano, sin ningún efecto. Cuando los tanques se retiraron de regreso a la aldea, los alemanes se refugiaron en montones de heno en las inmediaciones. Los vehículos blindados recibieron fuego antitanque desde el lado alemán de la frontera. El severo intercambio de disparos continuó hasta que se incendiaron los montones de heno y los alemanes se vieron obligados a retirarse. La intensidad de la escaramuza provocó el pánico en las filas del SdP que solicitaron refuerzos a Alemania: el SdP informó que solo tenía 700 hombres armados (Freikorps enviados desde Alemania y civiles, principalmente miembros de la asociación de veteranos de la Primera Guerra Mundial) a su disposición y que no serían capaces de aguantar en caso de un contraataque. Dos compañías de las SS fueron enviadas desde Alemania y reemplazaron a los Freikorps. La línea se mantuvo estable con continuos intercambios de disparos hasta la noche del 28 de septiembre, cuando se ordenó la retirada de la GDE. La aldea fue tomada por las SS el 29 de septiembre. La aldea sufrió graves daños en los combates e inmediatamente la propaganda alemana la utilizó como ejemplo del "terror checo contra los civiles alemanes". | Varios miembros de la GDE heridos Varias bajas alemanas |

### 26 de septiembre de 1938
Adolf Hitler ordenó a los Freikorps que realizaras más ataques. El número de asaltos aumentó más que en días anteriores, pero no alcanzó la intensidad del 21 al 22 de septiembre.
| Lugar                          | Atacantes        | Víctimas | Detalles | Consecuencias                 |
| ------------------------------ | ---------------- | -------- | --- | ----------------------------- |
| Javorník (distrito de Jeseník) | - SS - Freikorps | GDE      | Numerosos miembros de las SS y los Freikorps cruzaron la frontera hacia la ciudad de Javorník y sus alrededores. Las unidades de la GDE presentes se retiraron hacia la línea de fortificación fronteriza sin luchar. | Javorník bajo control alemán. |

### 27 de septiembre de 1938
| Lugar     | Atacantes                          | Víctimas              | Detalles | Consecuencias |
| --------- | ---------------------------------- | --------------------- | --- | --- |
| Brandov   | 200 Freikorps                      | GDE                   | 200 miembros de los Freikorps bien armados cruzaron la frontera hacia Brandov y asaltaron la unidad de la GDE local. La GDE se retiró brevemente, sin embargo, después de recibir refuerzos, empujó a los Freikorps fuera de la ciudad. Los Freikorps recapturaron toda la ciudad, así como la fábrica local de armas al día siguiente, solo para ser rechazado nuevamente por la GDE el 29 de septiembre. | 8 soldados gravemente heridos, 1 capturado y golpeado hasta la muerte por los Freikorps (soldado Michal Vimi, 2.ª Unidad del 1.º Batallón del 28.º Regimiento) 15 miembros de los Freikorps muertos y 25 heridos |
| Rychnůvka | Un número desconocido de Freikorps | 1 escuadrón de la GDE | Los Freikorps intentaron apoderarse de la ciudad, comenzando el asalto durante el cambio de turno de medianoche de la GDE. Fuerte intercambio de fuego y ametralladoras y mucho uso de granadas por ambos bandos. | Varios miembros de la GDE heridos Varios miembros de los Freikorps heridos o muertos |

### 28 de septiembre de 1938
| Lugar                                                 | Atacantes                          | Víctimas                                    | Detalles | Consecuencias                                                  |
| ----------------------------------------------------- | ---------------------------------- | ------------------------------------------- | --- | -------------------------------------------------------------- |
| Horní Lomany (actualmente parte de Františkovy Lázně) | Un número desconocido de Freikorps | 1 patrulla de aduanas 1 escuadrón de la GDE | El 28 de septiembre a las 2 de la mañana, una motocicleta con dos hombres se dirigió hacia el puesto de control fortificado checoslovaco junto a las vías del tren cerca de Horní Lomany. Los hombres gritaban en un checo entrecortado: "No disparen, somos socialdemócratas alemanes, somos sus amigos". El oficial de aduanas Rudolf Josiek salió de la barricada para hablar con ellos, fue emboscado y tiroteado. Ambos perpetradores, miembros de los Freikorps, lograron escapar. El mismo día por la tarde, los Freikorps abrieron fuego desde Házlov hacia una posición de la GDE en Horní Lomany. El escuadrón de la GDE llevó a cabo un asalto contra el enemigo en un vehículo de combate de infantería, matando a dos miembros de los Freikorps antes de retirarse a su posición original. | 1 oficial de aduanas emboscado y asesinado 2 Freikorps muertos |
| Lísková                                               |                                    |                                             | Monumento en Dolní Podluží en memoria de Josef Röhrich, miembro de la Administración de Aduanas de Checoslovaquia, asesinado por los alemanes el 28 de septiembre de 1938 (Región de Pilsen, República Checa). | 1 oficial de aduanas asesinado                                 |
| Načetín (Kalek)                                       | 60 Freikorps                       | 3 miembros de la GDE                        | La patrulla de la GDE compuesta por dos oficiales de aduanas (Dostál, Trojan) y un soldado (soldado Novák) fue atacada por un gran grupo de Freikorps. La GDE, armados con rifles y una ametralladora ligera, defendieron su posición e hirieron gravemente a 14 miembros de los Freikorps, dos de ellos murieron más tarde. Cuando llegaron otros 7 miembros de la GDE para relevarlos, los Freikorps ya se estaban retirando con sus heridos. | 12 Freikorps heridos, 2 muertos                                |

### 29 de septiembre de 1938
| Lugar                  | Atacantes                   | Víctimas                            | Detalles | Consecuencias                            |
| ---------------------- | --------------------------- | ----------------------------------- | --- | ---------------------------------------- |
| Pohraničí (Reizenhain) | Un gran número de Freikorps | 1 escuadrón de la GDE (23 miembros) | El Escuadrón de la GDE (armado con rifles, granadas de mano y una ametralladora ligera) estableció un puesto defensivo en el bosque junto al cementerio municipal y envió a 4 miembros a patrullar cerca de una parada de tren en la frontera. Poco después de la medianoche, varias decenas de miembros de los Freikorps atacaron a la patrulla. La patrulla fue relevada por el resto de la GDE y empujó a los Freikorps a través de la frontera, solo para enfrentarse a ellos poco después. Enfrentando fuego de ametralladoras pesadas y siendo superado en número varias veces, la GDE se retiró tierra adentro sin pérdidas. Al día siguiente, la GDE recuperó el área con la ayuda de refuerzos del ejército que incluían tres tanques. | Varios miembros de los Freikorps heridos |
| Načetín (Kalek)        | Freikorps                   | 3 miembros de la GDE                | Sin inmutarse por las pérdidas del día anterior (véase arriba), los Freikorps volvieron a atacar a la patrulla de la GDE. Esta vez, los Freikorps también estaban armados con ametralladoras. La patrulla se mantuvo firme hasta la llegada de un vehículo de combate de infantería, lo que obligó a los Freikorps a retirarse. | Los Freikorps son obligados a retirarse  |

### 30 de septiembre de 1938
Tras la firma de los Acuerdos de Múnich, los líderes de los Freikorps dieron órdenes de cesar los ataques. Al mismo tiempo, Hitler decidió que los Freikorps estarían subordinados a las SS, y no a la Wehrmacht como lo estaban sus órdenes anteriores. Se suponía que los Freikorps llevarían a cabo tareas policiales dentro del territorio de la Checoslovaquia ocupada.
Según un informe final de Friedrich Köchling, oficialmente oficial de enlace de la Wehrmacht con los Freikorps pero líder de facto hasta el 4 de octubre de 1938, los Freikorps habían matado a 110 personas, herido a 50 y secuestrado a 2.029 a Alemania. El informe enumera 164 operaciones exitosas y 75 fallidas que provocaron 52 muertes, 65 heridos graves y 19 miembros desaparecidos de los Freikorps.
A partir del 7 de octubre de 1938, los Freikorps tuvieron su sede en un antiguo edificio del Banco Checoslovaco en Cheb. El 10 de octubre de 1938, los Freikorps se disolvieron oficialmente.

## Responsabilidades penales

### Alemania
Consciente de que las acciones de los Freikorps implicaban una actividad delictiva a gran escala, Adolf Hitler emitió un decreto el 7 de junio de 1939, según el cual todas las acciones que fueran delictivas según la legislación checa se considerarán lícitas según la legislación alemana, y las que fueran delictivas según la legislación alemanas serían indultadas.

### Checoslovaquia
La mayoría de los miembros de los Freikorps eran formalmente desertores del ejército checoslovaco (especialmente después de la orden de movilización del ejército completo del 23 de septiembre) y ser miembro de los Freikorps se castigaba con cadena perpetua según la ley checoslovaca n.º 50/1923, sobre la protección de la República. Mientras tanto, su participación activa en redadas transfronterizas que incluyeron asesinatos, intentos de asesinato y secuestros se castigaba con la muerte según el Código Penal de 1852.
La gran mayoría de los responsables evitaron la justicia a través de la expulsión de alemanes de Checoslovaquia en la posguerra.
Los casos individuales fueron decididos por un Tribunal Especial establecido en la ciudad de Cheb. El Tribunal juzgó 62 casos, el último el 29 de octubre de 1948. 10 miembros de los Freikorps fueron condenados a muerte (de los cuales 6 fueron ejecutados), 16 a cadena perpetua, 5 a 30 años de prisión, 10 a 25 años de prisión y 16 a 20 años de prisión. Sin embargo, la mayoría fueron liberados y expulsados a Alemania ya en 1955, que fue el año en que Checoslovaquia declaró oficialmente el final de la guerra con Alemania que comenzó el 17 de septiembre de 1938 con las primeras operaciones transfronterizas de los Freikorps.

## División Brandeburgo
Sobre la base de la exitosa utilización de las tácticas de los Freikorps contra Checoslovaquia y en la guerra psicológica contra los aliados checoslovacos, la Abweh organizó  en septiembre de 1939 la llamada 1. Baulehr-Kompanie Brandeburg zbV que tenía a miembros de los Freikorps como núcleo. Esto más tarde se elevó al tamaño de una división. La división era conocida por el uso a gran escala de tácticas que involucraban a sus soldados vistiendo uniformes enemigos, realizando acciones de sabotaje detrás de las líneas enemigas y crímenes de guerra.